# Biləyən
Biləyən è un comune dell'Azerbaigian situato nel distretto di Ağcabədi.